# Acrapex ottusa
Acrapex ottusa là một loài bướm đêm trong họ Noctuidae.